# Manuel Sanchis Guarner
Manuel Sanchis Guarner (Valencia, 9 de septiembre de 1911-Valencia, 16 de diciembre de 1981) fue un filólogo, historiador y escritor español en lengua valenciana.

## Biografía
Nacido en la plaza de la Almoina de Valencia, quedó huérfano de padre, el doctor Manuel Sanchis Sivera, a los cuatro años de edad y de madre, Maria Guarner Aguiló, a los doce, quedando a cargo de su tío el canónigo Josep Sanchis Sivera, arqueólogo valencianista. Era también sobrino del poeta y erudito valenciano Lluís Guarner. Cursó el bachillerato en las Escuelas Pías de su ciudad y posteriormente se licenció en Derecho por la Universidad de Valencia, lugar donde fue uno de los fundadores de la Federación Universitaria Escolar (FUE) de Valencia (1928) y de Acció Cultural Valenciana (1930). Posteriormente se especializó en fonética y dialectología en la Universidad de Madrid.
Sanchis Guarner participó en la guerra civil española en las filas republicanas, alcanzando el grado de capitán. Por ello fue represaliado durante el franquismo pasando por el campo de concentración de prisioneros políticos de Salamanca hasta cumplir su condena en un penal de Madrid (1939-1943). Permaneció desterrado en Mallorca entre 1943 y 1959 (período en el que se produce su colaboración con Francesc de Borja Moll en la elaboración del Diccionari català-valencià-balear). En 1959 regresó a Valencia como profesor de francés en el Instituto San Vicente Ferrer hasta que, en 1960, fue nombrado profesor no numerario en la Universidad de Valencia. En los primeros años sesenta ingresó en el Instituto de Estudios Catalanes y fue expulsado de la sociedad cultural Lo Rat Penat en lo que se consideró un acto de traición al posicionarse a favor de la unidad lingüística entre valenciano y catalán. En 1966 ingresó en la Real Academia de la Historia. En 1978 sufrió un atentado con bomba por parte de sectores de la ultraderecha valenciana. Su hijo Manuel Sanchis-Guarner Cabanilles fue miembro del Consejo Valenciano de Cultura de la Generalidad Valenciana desde 1998 hasta 2011.

## Sanchis Guarner y el conflicto lingüístico valenciano
Sanchis Guarner fue uno de los participantes en la elaboración de las Normas de Castellón. Defendió que el valenciano es una modalidad dialectal de una lengua común compartida con distintas variantes en Cataluña y Baleares pero nunca subordinada o inferior a ellas. Ideas que expuso en La lengua de los valencianos.

## Obra literaria

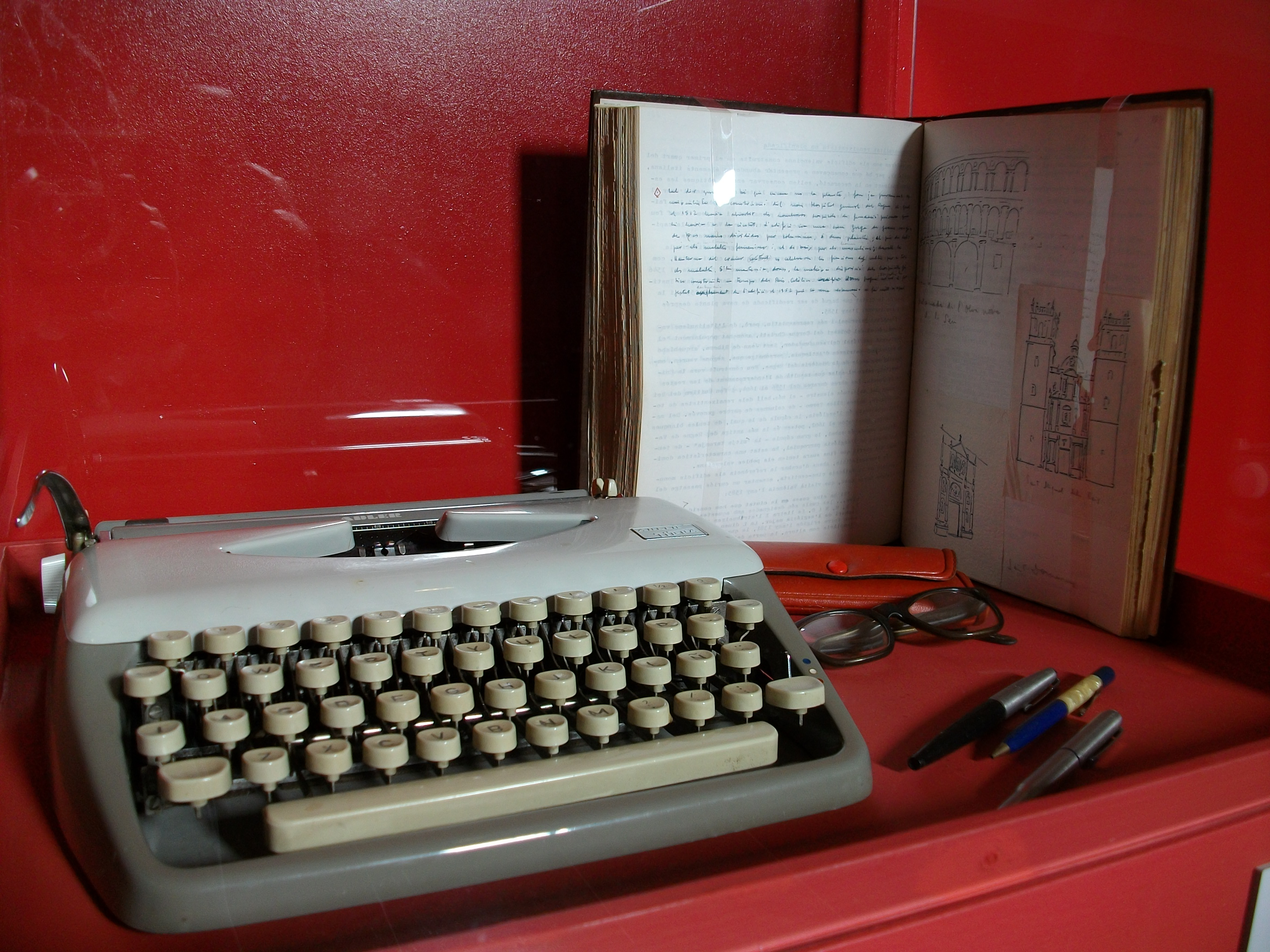
Objetos personales de Sanchis Guarner

Es autor de una vasta obra que comprende estudios de lingüística, literatura, historia, etnografía y cultura popular, centrados todos ellos en la actual Comunidad Valenciana, pero también en el resto de la antigua Corona de Aragón y la península ibérica.
De entre sus obras cabe destacar La llengua dels valencians, publicada en 1933 y de la que se han hecho múltiples reediciones; la Gramàtica valenciana (1950), Els pobles valencians parlen els uns dels altres, y también Aproximació a la història de la llengua catalana (1980). Colaborará también en obras capitales como el Diccionari català-valencià-balear o Història del País Valencià. En el año 1974 fue galardonado con el Premio de Honor de las Letras Catalanas. También ha sido galardonado con el Premio a la Unidad de la Lengua. Fue uno de los colaboradores de la revista valencianista El Camí.